# Андріяш Ганна Іванівна
Га́нна Іва́нівна Андрія́ш (нар. 8 липня 1946, село Ладиги, тепер Старокостянтинівського району Хмельницької області) — українська радянська діячка, доярка колгоспу імені Щорса Старокостянтинівського району Хмельницької області. Депутат Верховної Ради УРСР 8—9-го скликань.

## Біографія
Народилася у селянській родині. Освіта середня. У 1964 році закінчила середню школу.
З 1964 року — доярка колгоспу імені Щорса села Ладиги Старокостянтинівського району Хмельницької області.
Член КПРС з 1973 року.
Потім — на пенсії у селі Ладиги Старокостянтинівського району Хмельницької області.

## Нагороди
- орден Трудового Червоного Прапора
- ордени
- медалі